# Землекоп темнокрилий
Землекоп темнокрилий (Geositta saxicolina) — вид горобцеподібних птахів родини горнерових (Furnariidae). Ендемік Перу.

## Поширення і екологія
Темнокрилі землекопи мешкають в Андах в центральній частині Перу (Паско, Хунін, Ліма, Уанкавеліка). Вони живуть на скелястих скилах та на високогірних луках. Зустрічаються на висоті від 3700 до 4900 м над рівнем моря.